# 达特·萨瓦里级巡防舰
达特·萨瓦里级巡防舰是利比亚海军在1968年向英国VT造船厂订购的一款巡防舰。是21型巡防舰的缩小版之一。1968年，该舰铺设龙骨，1969年10月13日下水，1973年2月1日服役，1992年退役。